# Стрептомицеты
Стрептомице́ты (лат. Streptomyces) — род актинобактерий из семейства Streptomycetaceae порядка Streptomycetales, является самым большим родом семейства (668 видов). Основными средами обитания являются почва и слои морской воды. Известны как продуценты многих антибиотиков. Streptomyces scabies является фитопатогеном — вызывает паршу картофеля; Streptomyces bikiniensis способен вызывать бактериемию человека; известны другие виды, вызывающие заболевания человека. Благодаря выделению летучего соединения — геосмина, имеют характерный «землистый» запах. Описаны в 1943 году Henrici и Зельманом Ваксманом, американским микробиологом и биохимиком, лауреатом Нобелевской премии по физиологии и медицине (1952) за «открытие стрептомицина, первого антибиотика, эффективного при лечении туберкулёза».

## Геном
Геномы представителей рода Streptomyces представлены линейными, так и кольцевыми двуцепочечными молекулами ДНК. Хромосома Streptomyces coelicolor A3(2) представляет собой линейную молекулу ДНК размером 8667507 п.н., содержащую 7825 гена, кодирующих белки, процент Г+Ц пар составляет 72,1 %. Геном Streptomyces avermitilis также представлен линейной двуцепочечной молекулой ДНК размером 9025608 п.н., содержащую 7581 гена, кодирующих белки, процент % Г+Ц пар составляет 70,7 %. Линейная хромосома Streptomyces scabies имеет размер 10148695 п.н., процент % Г+Ц пар составляет 71,45 %. Геном Streptomyces griseus штамма IFO 13350 имеет размер 8545929 п.н., содержит 7138 предсказанных открытых рамок считывания, процент % Г+Ц пар составляет 72,2 %. Другой необычной особенностью геномов представителей рода Streptomyces, кроме наличия больших линейных хромосом, является наличие линейных же длинных палиндромных плазмид, например Streptomyces coelicolor A3(2) имеет две плазмиды SCP1 и SCP2, представляющие собой линейные двуцепочечные молекулы ДНК размером 356023 и 31317 п.н. соответственно, и содержащие соответственно 449 и 40 генов.

## Использование вбиотехнологии
Род Streptomyces является самым крупным родом, синтезирующим антибиотики и используется с 1940—1950 г. в промышленном производстве антибиотиков. Сейчас представители рода Streptomyces активно используются в генной инженерии как хозяева для клонирования и экспрессии чужеродной ДНК, так как в клетках Streptomyces происходит корректная упаковка белков и гликозилирование, белок затем секретируется в окружающую среду, в отличие от широко используемой для этой цели Escherichia coli.
Исследователи с использованием Streptomyces синтезировали молекулу POP-FAME на основе которой можно производить авиатопливо.

## Антибиотики
Представители рода Streptomyces продуцируют большое количество антибиотиков, активных против микроскопических грибков, бактерий и опухолевых клеток.

### Антибиотики, активные против микроскопических грибков
- Нистатин (продуцент S. noursei)
- Амфотерицин B (продуцент S. nodosus)
- Натамицин (продуцент S. natalensis)
- Антимицин A

### Некоторые антибактериальные антибиотики
- Эритромицин (продуцент S. erythreus)
- Неомицин (продуцент S. fradiae)[17]
- Стрептомицин (продуцент S. griseus, исторически первый антибиотик, выделенный из представителя рода Streptomyces)[18]
- Тетрациклин (продуцент S. rimosus и S. aureofaciens)[19]
- Ванкомицин (продуцент S. orientalis)
- Рифамицин (продуцент S. mediterranei, сейчас чаще используется полусинтетический антибиотик рифампицин)
- Левомицетин (хлорамфеникол) (продуцент S. venezuelae)
- Пуромицин (продуцент S. alboniger)
- Линкомицин (продуцент S. lincolnensis)[20]
- Боромицин (продуцент S. antibioticus)[21]
- Тартролоны (продуцент S. cellulosum)

### Некоторые противоопухолевые антибиотики
- Даунорубицин (продуценты S. peucetius и S. coeruleorubidis)
- Доксорубицин (продуценты S. coeruleorubidus и S. peucetius)
- Блеомицин (представляет собой A2-фракцию, изолированную из культуры S. verticillus, содержащую собственно противоопухолевый антибиотик)

## Некоторые другие вещества, синтезируемые представителями родаStreptomyces
- Физостигмин (алкалоид, продуцент S. griseofuscus)
- Такролимус (иммуносупрессивный препарат, относящийся к группе природных макролидов. Продуцируется S. tsukubaensis)
- Аллозамидин (ингибитор всех описанных ныне хитиназ семейства 18, проявляет биологическую активность против насекомых, грибов, а также Plasmodium falciparum)